# Trioxys peniculatus
Trioxys peniculatus är en stekelart som beskrevs av Agarwala, Saha och Mahapatra 1985. Trioxys peniculatus ingår i släktet Trioxys och familjen bracksteklar. Inga underarter finns listade i Catalogue of Life.